# خفاش أصوف كبير الأذن
خفاش أصوف كبير الأذن أو خفاش ماص الدماء الكاذب الأصوف (الاسم العلمي: Chrotopterus auritus)، نوع خفافيش من فصيلة خفاش الأنف الورقي.
الاسم العلمي للجنس مشتق من اليونانية القديمة chariots (جلد, لون)، وpteron (جناح). في أشارة إلى أُذَنية الكبيرة.